# 似狼绵鳚
似狼绵鳚，為輻鰭魚綱鱸形目绵鳚亞目绵鳚科的其中一種，分布於西北太平洋區，包括鄂霍次克海及日本海北部海域，屬底棲性魚類，棲息深度在水深50-300公尺，體長可達15.2公分。